# ملفين مورغان
ملفين مورغان (بالإنجليزية: Melvin Morgan)‏ هو لاعب كرة قدم أمريكية أمريكي، ولد في 31 مارس 1953 في غولفبورت في الولايات المتحدة.

## وصلات خارجية
- ملفين مورغان على موقع مرجع كرة القدم المحترفة.كوم (الإنجليزية)